# Gifty Addy
Gifty Addy (* 24. Mai 1985 in Accra) ist eine ehemalige ghanaische Leichtathletin, die sich auf den Sprint spezialisiert hat. Mit der ghanaischen 4-mal-100-Meter-Staffel siegte sie 2007 bei den Afrikaspielen in Algier und wurde im Jahr davor Afrikameisterin in Bambous.

## Sportliche Laufbahn
Erste internationale Erfahrungen sammelte Gifty Addy vermutlich im Jahr 2001, als sie bei den Jugendweltmeisterschaften in Debrecen mit 24,50 s im Halbfinale im 200-Meter-Lauf ausschied. Im Jahr darauf gewann sie bei den Afrikameisterschaften in Radès mit der ghanaischen 4-mal-100-Meter-Staffel in 47,41 s gemeinsam mit Georgina Sowah, Vida Bruce und Aisha Primang die Bronzemedaille hinter den Teams aus Südafrika und der Elfenbeinküste. 2004 schied sie bei den Afrikameisterschaften in Brazzaville mit 24,69 s im Halbfinale über 200 Meter aus und belegte mit der Staffel in 46,07 s den fünften Platz. 2006 schied sie bei den Commonwealth Games in Melbourne mit 11,92 s im Semifinale im 100-Meter-Lauf aus und kam über 200 Meter mit 24,18 s nicht über den Vorlauf hinaus. Zudem kam sie mit der Staffel nicht ins Ziel. Anschließend schied sie bei den Afrikameisterschaften in Bambous mit 24,66 s im Vorlauf über 200 Meter aus und siegte mit der Staffel in 44,43 s gemeinsam mit Elizabeth Amolofo, Vida Anim und Esther Dankwah. Im Jahr darauf schied sie bei den Afrikaspielen in Algier mit 11,85 s im Halbfinale über 100 Meter aus und gewann mit der Staffel in 43,84 s gemeinsam mit Mariama Salifu, Esther Dankwah und Vida Anim die Goldmedaille. Anschließend verpasste sie bei den Weltmeisterschaften in Osaka mit 43,76 s den Finaleinzug mit der Staffel. 2008 schied sie bei den Afrikameisterschaften in Addis Abeba mit 11,78 s und 24,12 s jeweils im Halbfinale über 100 und 200 Meter aus und gewann mit der Staffel in 44,12 s gemeinsam mit Elizabeth Amolofo, Esther Dankwah und Vida Anim die Silbermedaille hinter dem nigerianischen Team. 2010 bestritt sie ihren letzten offiziellen Wettkampf und beendete daraufhin ihre aktive sportliche Karriere im Alter von 25 Jahren.

## Persönliche Bestzeiten
- 100 Meter: 11,60 s (+0,2 m/s), 22. Juni 2008 in Rheinau
- 200 Meter: 24,07 s (−1,4 m/s), 3. Mai 2008 in Addis Abeba